# Ivan da Mar'ja
Ivan da Mar'ja (Иван да Марья) è un film del 1974 diretto da Boris Vladimirovič Rycarev.

## Trama
Il film è ambientato sul Mar Nero in un campo di pionieri. All'improvviso il corno del pioniere scompare e tutti i pionieri vanno a cercarlo, durante il quale litigano, fanno pace e vivono varie avventure.